# Cesare Bonivento
Cesare Bonivento PIME (Chioggia, 30 de setembro de 1940) é um religioso italiano e bispo católico romano emérito de Vanimo, em Papua-Nova Guiné.

## Biografia
Cesare Bonivento ingressou na congregação do Pontifício Instituto para as Missões Estrangeiras e foi ordenado sacerdote em 26 de junho de 1965. Foi editor da revista Mondo e Missione antes de se especializar em teologia em 1972 na Universidade de Friburgo, na Suíça. Ao retornar à Itália fundou o ISA (Instituto de Estudos Asiáticos) e lecionou no seminário teológico PIME de Milão. Depois, em Roma, foi secretário de formação da direção-geral do PIME e professor de missiologia e catequese na Pontifícia Universidade Urbaniana. Em 1978, o então prefeito da Propaganda Fide, cardeal Agnelo Rossi, encarregou-o de fundar o instituto de catequese missionária na Urbaniana.
Destinado pelo PIME a iniciar a missão em Papua-Nova Guiné junto com o Padre Giulio Schiavi, em 1980 recebeu o crucifixo das mãos do Papa João Paulo II. Chegou no país em julho de 1981, alguns meses após Schiavi. Foi indicado a trabalhar em Watuluma, na Ilha Goodenough; aprendeu a língua buaidoca, começou a construir estruturas, como escola técnica e hospital municipal, e chegou a ilhas mais distantes.
onde era pároco quando foi eleito ao episcopado.
O Papa João Paulo II o nomeou Bispo de Vanimo em 21 de dezembro de 1991. O Bispo de Alotau-Sideia, Desmond Charles Moore MSC, o consagrou em 10 de maio do ano seguinte; os co-consagradores foram Dom Giovanni Ceirano, Pró-Núncio Apostólico em Papua-Nova Guiné e Ilhas Salomão, e Bento Varpin, Arcebispo de Madang. Tomou posse de sua diocese no dia 24 do mesmo mês.
Em seu governo, fundou um seminário menor, com ensino médio, eleito duas vezes como a melhor escola secundária do país, além do seminário maior. Notável defensor do celibato clerical, bispo Bonivento escreveu várias obras sobre o tema.
Em 5 de fevereiro de 2018, o Papa Francisco aceitou sua aposentadoria por motivos de idade, sucedido por um sacerdote papua, Francis Meli. Após isso, Cesare Bonivento foi enviado pelo superior-geral do PIME para a Índia, sendo diretor espiritual dos seminaristas do PIME de Trichy.

## Obras
- Andate e insegnate: Commento all'Esortazione Apostolica "Catechesi tradendae" di Giovanni Paolo II (1980) ISBN 978-88-401-1012-7
- Il celibato sacerdotale: istituzione ecclesiastica o tradizione apostolica? : un vescovo ai suoi diaconi e sacerdoti (2007) ISBN 9788821560378
- L'itinerario conciliare del celibato ecclesiastico (2019) ISBN 9788868797324
- Celibato e continenza ecclesiali. Breve compendio storico-teologico (2021) ISBN 9791259620675 (também em inglês, francês e espanhol)
- Il celibato virtù sacerdotale raccomandata dal Vaticano II (2023) ISBN 9788862574693
- Celibe perché configurato a Cristo. Veloce panoramica storico-teologica del celibato ecclesiastico (2024) ISBN 9788862575126